# Aloe carinata
Aloe carinata é uma espécie de liliopsida do gênero Aloe, pertencente à família Asphodelaceae.